# Shrungabeeja vadirajensis
Shrungabeeja vadirajensis är en svampart som beskrevs av V.G. Rao & K.A. Reddy 1981. Shrungabeeja vadirajensis ingår i släktet Shrungabeeja, divisionen sporsäcksvampar och riket svampar.   Inga underarter finns listade i Catalogue of Life.